# Illyés Barna
Illyés Barna (Sepsiszentgyörgy, 1964. június 26. –) magyar színész.

## Életpályája
1988-1992 között a Színház- és Filmművészeti Főiskola hallgatója volt. 1992-1995 között a Budapesti Kamaraszínház tagja volt. 1995-től szabadfoglalkozású.

## Színházi szerepeiből
- William Shakespeare: Szentivánéji álom.... Orrondi, üstfoltozó
- William Shakespeare: A makrancos hölgy.... Biondello
- Bertolt Brecht: Koldusopera.... Fűrész Róbert
- Euripidész: Oresztész.... Elektra
- Arkagyij és Borisz Sztrugackij: Stalker.... A tudós
- Örkény István: Pisti a vérzivatarban.... A félszeg
- Nagy András: A csábító naplója.... Johannes

## Filmes és televíziós szerepei
- Doktor Balaton (2021)
- Drága örökösök (2020)
- Mintaapák (2020)
- Berlini küldetés (2018)
- Váltságdíj (2018)
- Oltári csajok (2017)
- A Viszkis (2017)
- Zsaruk (2014)
- Hacktion (2011–2012)
- Tűzvonalban (2010)
- A katedrális (2010)
- Kaméleon (2008)
- Lopakodók 2. (2002)
- Új faj (2000)
- Az öt zsaru (1999)
- Szomszédok (1997)
- X polgártárs (1994)
- Kisváros (1993)